# Canto yo y la montaña baila
Canto yo y la montaña baila es una novela de Irene Solà publicada en 2019. Gracias a su popularidad en su lengua original, el catalán, ha sido traducida a una veintena de idiomas, incluido el español.
En 2021 fue la novela más pedida en la red de bibliotecas de Barcelona.En 2021 la obra fue adaptada al teatro por la compañía La Perla 29, además ha inspirado la obra sinfónica Les trompetas de la mort del compositor Marc Timón. En 2022 el diario británico The Guardian eligió la novela como una de las mejores obras de ficción del año.

## Argumento
Es una obra polifónica donde la voz narrativa es cedida a personajes animados e inanimados: toman la palabra nubes, mujeres de agua, setas, personas vivas, personas muertas, un corzo, una perra e incluso la misma montaña. Los acontecimientos tienen lugar en Los Pirineos, entre Camprodon y Prats de Molló, un territorio con valor histórico para la cultura catalana. La obra de Solà se ambienta en tiempos de la retirada republicana, incorpora las leyendas compiladas en diversas publicaciones como: las Montañas malditas de Pep Coll o El día del hueso de Joan-Lluís Lluís, y se nutre de descripciones de diversas tesis doctorales sobre la cacería de brujas histórica en Cataluña. Su estructura sale del canon, pues aunque pareciera desorganizada, tiende a imitar la tradición oral.

La historia cuenta la vida de una familia del pueblo Matavaques en los Pirineos, se centra en el hacer y padecer de sus integrantes a través del tiempo, además de la convivencia con unas mujeres conocidas como brujas por la comunidad. Sin embargo, la mayor protagonista pareciera ser la montaña que, como testigo de todas estas aventuras, habla a través de sus habitantes.
Como si fueran los puntos de un telar, los capítulos van dando forma a una figura total, la historia de una familia que no solo está integrada por personas, sino también por animales domésticos y salvajes. Hay algo fuera del tiempo que la escritura de Solá –que escribe en catalán y fue vertida al español, no por ella misma, sino por la traductora Concha Cardeñoso– refuerza en un lenguaje tan bello como inusual: la música de los fraseos se acerca a la poesía.